# Buwatia monterea
Buwatia monterea är en mångfotingart som beskrevs av Chamberlin 1912. Buwatia monterea ingår i släktet Buwatia och familjen Cambalidae. Inga underarter finns listade i Catalogue of Life.